# レールモントフ (小惑星)
レールモントフ (2222 Lermontov) は、小惑星帯の小惑星。1977年にクリミア天体物理天文台でニコライ・チェルヌイフが発見した。

## 名称
19世紀ロシアの詩人・作家であるミハイル・レールモントフから名付けられた。